# Monasa
Monasa – rodzaj ptaków z rodziny drzymów (Bucconidae).

## Zasięg występowania
Rodzaj obejmuje gatunki występujące w Ameryce Południowej i Centralnej.

## Morfologia
Długość ciała 21–29 cm; masa ciała 39–104 g.

## Systematyka

### Etymologia
- Monadon: gr. μοναδον monadon „towarzyski”, od μονος monos „towarzyski”, od μοναχοω monakhoō „robić pojedynczo”[11]. Gatunek typowy: Bucco cinereus J.F. Gmelin, 1788 (= Cuculus ater Boddaert, 1783).
- Monasa (Monastes (gr. μοναστης monastēs „mnich”), Monacha): gr. μονας monas, μοναδος monados „pustelniczka, mniszka”, od μονος monos „samotny”, od μοναχοω monakhoō „robić pojedynczo”[11].
- Barbaculus: fr. Barbu „brodacz”; łac. przyrostek zdrabniający -ulus[11]. Gatunek typowy: Bucco calcaratus Latham, 1790 (= Cuculus ater Boddaert, 1783).
- Lypornix: gr. λυπη lupē „smutek, żal” (tj. ubrany w czerń); ορνιξ ornix, ορνιχως ornikhōs „ptak”[11]. Gatunek typowy: Cuculus ater Boddaert, 1783.
- Scotocharis: gr. σκοτος skotos „ciemność”; χαρις kharis, χαριτος kharitos „wdzięk, piękno”, od χαιρω khairō „cieszyć się”[11]. Gatunek typowy: Cuculus ater Boddaert, 1783.
- Barbacou: homofon od fr. Barbu „brodacz”; Coucou „kukułka”[11]. Gatunek typowy: Cuculus ater Boddaert, 1783.

### Podział systematyczny
Do rodzaju należą następujące gatunki:
- Monasa atra (Boddaert, 1783) – drzym czarny
- Monasa nigrifrons (von Spix, 1824) – drzym czarnoczelny
- Monasa morphoeus (Hahn & Küster, 1823) – drzym białoczelny
- Monasa flavirostris Strickland, 1850 – drzym żółtodzioby